# Strisselspalt
Strisselspalt is een hopvariëteit, gebruikt voor het brouwen van bier.
Deze hopvariëteit is een “aromahop”, bij het bierbrouwen voornamelijk gebruikt vanwege zijn aromatische eigenschappen. Deze Franse hopvariëteit wordt geteeld in de regio Elzas.

## Kenmerken
- Alfazuur: 2 – 5%
- Bètazuur: 3 – 5,5%
- Eigenschappen: vergelijkbaar met de Hallertau Hersbrucker